# Maria Winther
Maria Winther, född 9 februari 1979 och uppvuxen i Boråstrakten, är en svensk jazzsångare.
Efter gymnasiet ägnade sig Winther åt studier i klassisk sång bland annat vid Sundsgårdens folkhögskola i Helsingborg. År 2000 åkte hon till New York och tog sina första sånglektioner i improvisation och jazzsång för Carol Fredetto.
Winther fortsatte sina musikstudier på Kungliga Musikhögskolan i Stockholm på den afro-amerikanska institutionen. Där mötte hon och inledde sitt samarbete med jazzpianisten och kompositören Gösta Rundqvist vilket 2006 ledde till hennes debutalbum Dreamsville med material från ”The American Songbook”.
Under 2010–2011 ägnade sig Maria Winther åt komposition i New York och samarbetade med New York-duon "For Living Lovers" bestående av Brandon Ross och Stomu Takeishi.
2012 tilldelades Maria Winther Monica Zetterlund-stipendiet i kategorin "Årets nykomling" med motiveringen: "Hon har redan gjort sig ett namn som jazzsångerska bl.a. i samarbetet med den för tidigt bortgångne pianisten Gösta Rundquist. Med allvar, kärlek och kunnighet leder hon lyssnarna mot musikens innersta väsen."

## Diskografi
- 2006 – Dreamsville (Opus 3 Records)